# Condado de Turner (Dakota do Sul)
O Condado de Turner é um dos 66 condados do Estado americano da Dakota do Sul. A sede do condado é Parker, e sua maior cidade é Parker. O condado possui uma área de 1 599 km² (dos quais 2 km² estão cobertos por água), uma população de 8 849 habitantes, e uma densidade populacional de 6 hab/km² (segundo o censo nacional de 2000).